# Erase the Slate
Erase the Slate es el séptimo álbum de estudio de la banda estadounidense de hard rock y heavy metal Dokken, publicado en 1999 por el sello CMC International. Es el primer y único disco que participa como miembro activo el guitarrista Reb Beach de Winger, tras la salida de George Lynch a finales de 1997. Tras su lanzamiento recibió críticas mixtas de la prensa especializada. Entre una de las positivas alabaron el retorno al sonido de sus anteriores álbumes de la década de los ochenta. Además, es su primer trabajo que no entró en la lista estadounidense Billboard 200.
Dentro del listado de canciones, cuenta con una versión del tema «One» del cantante estadounidense Harry Nilsson. Como dato en la edición japonesa del disco se incluyeron dos temas adicionales: «Upon Your Lips» y «Sign of the Times» como las pistas nueve y once respectivamente.

## Lista de canciones
Todas las canciones escritas por la banda, menos la pista seis que fue compuesta por Harry Nilsson.

| N.º | Título                  | Duración |  |
| 1.  | «Erase the Slate»       | 3:47     |  |
| 2.  | «Change the World»      | 4:35     |  |
| 3.  | «Maddest Hatter»        | 4:38     |  |
| 4.  | «Drown»                 | 4:53     |  |
| 5.  | «Shattered»             | 4:40     |  |
| 6.  | «One»                   | 3:10     |  |
| 7.  | «Who Believes»          | 4:23     |  |
| 8.  | «Voice of the Soul»     | 4:12     |  |
| 9.  | «Crazy Mary Goes Round» | 3:00     |  |
| 10. | «Haunted Lullabye»      | 4:47     |  |
| 11. | «In Your Honor»         | 4:31     |  |

| Pista adicional solo para Estados Unidos |                     |          |  |
| N.º                                      | Título              | Duración |  |
| 12.                                      | «Little Brown Pill» | 1:16     |  |

## Músicos
- Don Dokken: voz
- Reb Beach: guitarra rítmica y guitarra líder
- Jeff Pilson: bajo
- Mick Brown: batería